# Sukatani (Haurwangi)
Sukatani is een bestuurslaag in het regentschap Cianjur van de provincie West-Java, Indonesië. Sukatani telt 6490 inwoners (volkstelling 2010).